# 李阳 (东晋)
李陽（?—?），东晋初期軍事人物。
東晋担任竟陵郡太守。咸和三年（328年）九月，蘇峻之乱，征西大将軍陶侃为盟主，李陽为督護参战。平南将軍温嶠兵糧不足，想要向陶侃借糧。陶侃大怒，想撤回荊州。
廬江郡太守毛宝去劝说。李陽对陶侃说：「今大事若不济，公虽有粟，安得而食」。陶侃于是给温嶠穀米五万石。李陽到石頭城南迎擊蘇峻軍。驃騎将軍蘇峻轻騎出陣，落馬。李陽武将彭世将蘇峻陣斬。蘇峻軍于是崩溃。
咸和四年（329年）二月，討伐軍联合攻打石頭城。李陽在査浦之战击敗蘇峻之弟蘇逸。建威長史滕含率精鋭攻擊，击破蘇逸。
咸和七年（332年）七月，他和陶侃兄子南陽郡太守陶臻攻下后赵占据的新野。南中郎将桓宣、平西参軍陶斌攻下樊城，後趙荊州刺史郭敬撤出荊州。桓宣、李陽于是奪回襄陽。
咸康五年（339年）九月，後趙大都督夔安包围石城。李陽拒战得胜，斬首五千余。夔安战敗撤退。